# 1990年の出版
1990年の出版（1990ねんのしゅっぱん）では、1990年の出版に関する出来事についてまとめる。

## 出版関係の出来事
出版社の設立・倒産､文庫・新書の創刊､雑誌の創刊・休刊､ミリオンセラーの出版などの記載。特記した場合を除き創刊､休刊､廃刊､復刊の日付はそれぞれの創刊号､最終号､復刊号の発売日である。

### 1月
- 1月24日 - リクルートの旅行専門誌『じゃらん』を創刊。[1]

### 2月
- 2月1日-メディアックス設立。

### 4月
- バスジャパン刊行会が編集プロダクションの業務の強化に伴いBJエディターズに変更しました。

### 5月
- 5月1日 - 日本文芸社のゴルフ主体の漫画雑誌『ゴルフレッスンコミック』を創刊。
- 22日 - ぽると出版設立。
- 23日 - NHKサービスセンターのテレビ情報誌『NHKウイークリーステラ』を創刊。

### 7月
- 7月1日 - 講談社の情報誌『ディズニーファン』を創刊。

### 8月
- 8月25日 - ぽると出版のバス情報誌『バスラマ・インターナショナル』を創刊。

### 10月
- 10月26日 - 八重洲出版の自動車雑誌『Old-timer』を創刊。[2]

### 11月
- 11月16日 - 双葉社のパチンコ攻略本『パチスロ攻略マガジン』を創刊。

### 12月
- 12月2日 - 講談社の漫画雑誌『ヒーローマガジン』を休刊。